# Joseph Andall

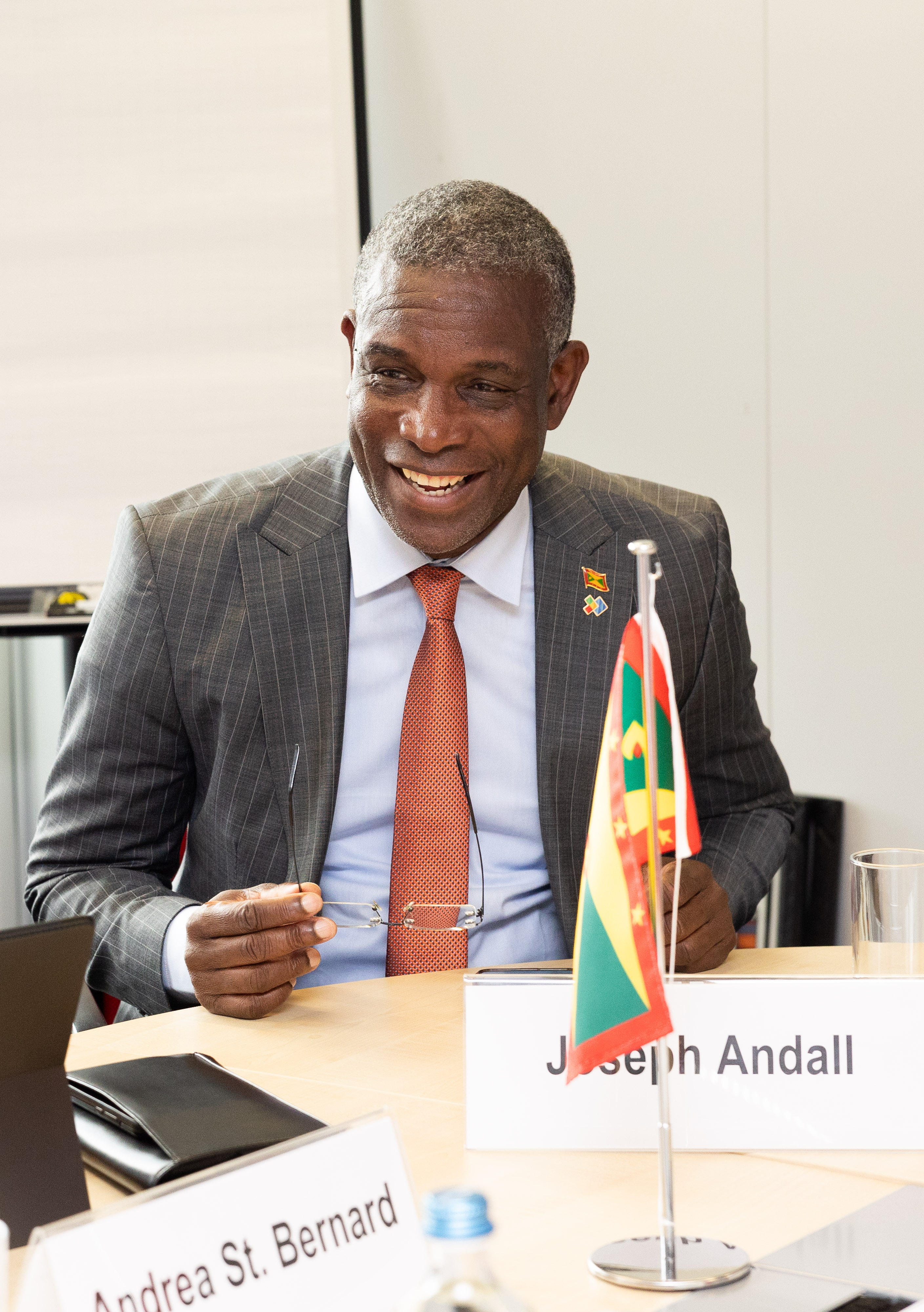
Joseph Andall (2023)

Hon. Joseph Andall ist ein grenadischer Politikerin des National Democratic Congress (NDC), der seit 2022 Mitglied des Repräsentantenhauses sowie Minister für Auswärtige Angelegenheiten, Handel und Exportentwicklung ist.

## Leben
Joseph Andall besuchte die Grenada Boys Secondary School, das T.A. Marryshow Community College sowie das Morehouse College und absolvierte ein Studium der Politikwissenschaften an der University of the West Indies, welches er mit einem Bachelor of Arts (B.A. Political Science). Ein postgraduales Studium im Fach Moderne Sprachpädagogik an der UWI schloss er mit einem Master of Arts (M.A. Modern Language Education) ab und erwarb zudem Postgraduiertendiplome in Hispanistik und Lateinamerikanistik. Er unterrichtete als Lehrer für Spanisch, Geschichte und Englisch an der St. John’s Christian Secondary School & Anglican High School.
Andall ist Mitglied des National Democratic Congress (NDC) und kandidierte bei den Wahlen am 19. Februar 2013 sowie am 13. März 2018 im Wahlkreis „St. Patrick West“ jeweils erfolglos für ein Mandat im Repräsentantenhaus (House of Representatives). Er wurde nach dem Rücktritt von Nazim Burke am 1. Juli 2018 kommissarischer Parteiführer der NDC. Diese Funktion bekleidete er bis zum 2. November 2019 und wurde daraufhin von Franka Bernardine abgelöst. Bei der Parlamentswahl am 23. Juni 2022 wurde er im Wahlkreis „St. Patrick West“ mit 1726 Stimmen (52,49 Prozent) erstmals zum Mitglied des Repräsentantenhauses gewählt und konnte sich damit gegen den Kandidaten der bislang regierenden New National Party (NNP), Victor Philip, durchsetzen, auf den 1458 Stimmen (44,34 Prozent) entfielen. 
Nach dem Wahlsieg der NDC wurde Joseph Andall daraufhin am 30. Juni 2022 als Minister für Auswärtige Angelegenheiten, Handel und Exportentwicklung (Minister of Foreign Affairs, Trade and Export Development) in das Kabinett von Premierminister Dickon Mitchell berufen. Er ist verheiratet und Vater von drei Kindern.